# Rosse franjepoot
De rosse franjepoot (Phalaropus fulicarius synoniem Phalaropus fulicaria) is een vogel uit de familie van de strandlopers en snippen (Scolopacidae).

## Kenmerken
In adult zomerkleed heeft het mannetje steenrode onderdelen, een witte wang, zwarte kap en zwart verenkleed met beige veerranden. De flanken en borst zijn wit uitgeslagen. Het vrouwtje mist dit laatste kenmerk en zij heeft een dieper steenrode kleur en een scherper getekende kop. In adult winterkleed hebben beide geslachten egaal lichtgrijze bovendelen en vleugels, een witte voorkruin en een zwarte achterkruin. Ongeacht kleed verschilt de rosse franjepoot van de grauwe franjepoot door een dikkere, gele snavel met zwarte punt. Een ander verschil is de voorkeur voor zout water van de rosse franjepoot, terwijl de grauwe franjepoot eerder in zoet water verblijft.

## Broeden en foerageren
De rosse franjepoot broedt in hoogarctische gebieden op de toendra's bij de kust in poelen. Het nest ligt op de natte grond in lage vegetatie. De mannetjes broeden en zorgen voor de jongen nadat deze uit het ei gekomen zijn.
Het voedsel bestaat uit insecten, larven, kleine planktonische kreeftachtigen en soms zaden.

## Verspreiding en leefgebied
Deze soort broedt op IJsland, Groenland, Canada, Siberië, Spitsbergen, Nova Zembla en Bereneiland. In Europa broeden hoogstens een paar honderd paar. Rosse franjepoten overwinteren op zee voor de Zuid-Amerikaanse, West- en Zuid-Afrikaanse kusten.

### Voorkomen in West-Europa
Hij is in West-Europa na stormen schaars te zien aan de kust. In Nederland is de rosse franjepoot doortrekker en wintergast in uiterst klein aantal langs de Noordzee- en Waddenkust. In de periode 1989-1998 zijn er 329 waarnemingen waarvan 95% in de periode september tot februari, de meeste waarnemingen tussen eind september en in november.

## Status
De totale (wereld)populatie werd in 2015 geschat op 1,3 tot 3,0 miljoen individuen. De algemene trend is onduidelijk, maar in delen van Noord-Amerika lijken de aantallen iets toe te nemen. Om deze redenen staat de rosse franjepoot als niet bedreigd op de Rode Lijst van de IUCN.
- Rosse franjepoot bij Ystad, 2009